# Женская сборная Венгрии по флорболу
Женская национальная сборная Венгрии по флорболу — представляет Венгрию на международных соревнованиях по флорболу. Управляющей организацией является Федерация флорбола Венгрии (англ. Hungarian Floorball Federation).

## Результаты выступлений

### Чемпионаты мира
| Год        | Победы         | Ничьи          | Поражения      | Место          |
| ---------- | -------------- | -------------- | -------------- | -------------- |
| 1997—1999  | не участвовали | не участвовали | не участвовали | не участвовали |
| 2001       | 1              | 0              | 3              | 15             |
| 2003       | 2              | 0              | 3              | 17             |
| 2005       | 2              | 1              | 2              | 14             |
| 2007       | 4              | 0              | 2              | 13             |
| 2009       | 4              | 0              | 2              | 12             |
| 2011       | 1              | 0              | 4              | 14             |
| 2013       | 2              | 0              | 3              | 14             |
| 2015—н. в. | не участвовали | не участвовали | не участвовали | не участвовали |

### Чемпионаты Европы
| Год  | Победы | Ничьи | Поражения | Место |
| ---- | ------ | ----- | --------- | ----- |
| 1995 | 1      | 0     | 4         | 9     |